# Адидас фусбалибе
Адидас фусбалибе (њем. Adidas Fussballliebe), званична је лопта којом су се играле утакмице на Европском првенству 2024. Представљена је 15. новембра 2023. на Олимпијском стадиону у Берлину.
У преводу са њемачког језика значи „љубав према фудбалу”, садржи црне криласте фигуре са црвеним, плавим, наранџастим и зеленим ивицама и кривама да прикаже квалификованим репрезентацијама вибрације према првенству и колико љубави игри дају обожаваоци фудбала. Стадиони са првенства се појављују поред имена сваког града домаћина на лопти. Креирана је од одрживог биоразградивог материјала и то је прва лопта на Европском првенству која садржи „технологију повезане лопте”, односно садржи интерне електричне сензоре, који омогућавају детекцију њеног кретања и омогућавају судијама да их користе у случају доношења упитних одлука.